# Liste der Stolpersteine in Kleinlangheim
Die Liste der Stolpersteine in Kleinlangheim enthält die Stolpersteine, die vom Kölner Künstler Gunter Demnig in Kleinlangheim verlegt wurden, einem Markt im unterfränkischen Landkreis Kitzingen. Stolpersteine erinnern an das Schicksal der Menschen, die von den Nationalsozialisten ermordet, deportiert, vertrieben oder in den Suizid getrieben wurden. Sie liegen im Regelfall vor dem letzten selbstgewählten Wohnsitz des Opfers.

## Jüdisches Leben in Kleinlangheim
Bereits zu Beginn des 15. Jahrhunderts sollen einige jüdische Familien in Kleinlangheim gelebt haben. Die gemeinsame jüdische Gemeinde Kleinlangheims und Großlangheims entstand im 18. Jahrhundert. Die Matrikellisten von 1825 wiesen für Kleinlangheim 17 Familienvorstände aus, die meisten waren Viehhändler, Landprodukten- und Ellenwarenhändler. Die Gemeinde verfügte über ein Bethaus (ab 1725), danach über eine Synagoge (1832 in der Pfarrgasse 21 erbaut), eine einklassige Schule und eine Mikwe. Die Synagoge wurde in der Nacht der Novemberpogrome 1938 verwüstet.
Eine Gedenktafel am Rathaus erinnert an die Verwüstung der Synagoge.

## Liste der Stolpersteine
| Stolperstein | Inschrift                                                                                       | Verlegeort             | Name, Leben |
| ------------ | ----------------------------------------------------------------------------------------------- | ---------------------- | --- |
|              | HIER WOHNTE ARNOLD LEVIN JG. 1889 DEPORTIERT 1943 GURS ERMORDET 1943 IN AUSCHWITZ               | Wiesenbronner Straße 3 | Arnold Levin, Schreibweise auch Lewin, wurde am 3. Dezember 1889 in Rheindürkheim geboren. Seine Elteren waren Markus (auch Marcus) Lewin und Josefine (auch Josephine), geborene Meyer. Er war Weinhändler und verheiratet mit Irma, geborene Sondhelm. Das Paar hatte zumindest zwei Kinder, darunter den Sohn Jacob Lewin (geboren 1925). 1932 war er zweiter Vorsitzender der Jüdischen Gemeinde von Kleinlangheim. Arnold wurde mehrfach inhaftiert, so befand er sich vom 24. November 1938 bis zum 1. Dezember 1938 im KZ Dachau. Er emigrierte mit seiner Frau nach Belgien. Lewin wurde dort am 10. Mai 1940 inhaftiert, am 15. Mai 1940 wieder entlassen. Des Weiteren befand er sich in Le Vigean und in Saint-Cyprien in Haft. 1942 wurde er vom Sammellager Drancy ins KZ Auschwitz deportiert. Laut einer weiteren Quelle wurde er am 5. August 1942 mit dem Transport 17, Zug 901-12 von Gurs nach Auschwitz deportiert. Arnold Levin hat die Shoah nicht überlebt. Auch seine Frau wurde für tot erklärt. Sein Sohn Jacob Lewin floh auch 1939 und wurde in Le Chambon mit weiteren Flüchtlingen von der Bevölkerung gerettet. Jacob Lewin emigrierte in die USA und lebte als Jack Lewin in New York. Er starb kurz vor der Verlegung der Stolpersteine im Jahr 2010.                                                                |
|              | HIER WOHNTE IRMA LEVIN GEB. SONDHELM JG. 1896 DEPORTIERT 1943 GURS ERMORDET 1943 IN AUSCHWITZ   | Wiesenbronner Straße 3 | Irma Levin, Schreibweise auch Lewin, geb. Sondhelm wurde am 30. Mai 1896 in Kleinlangheim geboren. Ihre Eltern waren Hermann Sondhelm (1861–1943) und Getta (auch Getha) geb. Silbermann (1866–1943). Sie hatte einen Bruder, Max (geboren 1890), der aber bereits als Säugling starb sowie drei Schwestern, Rosa Hahn (1891–1942 oder danach), Käthe Bergmann (1893–1944) and Babette Heilbrunn (1894–1944). Sie heiratete Arnold Levin und war Hausfrau. Das Paar hatte zwei Kinder, darunter den Sohn Jacob (nach Auswanderung in die USA Jack) Lewin, geboren am 26. April 1925 in Würzburg. Der Sohn konnte im Ausland in Sicherheit gebracht werden. Das Ehepaar Lewin emigrierte nach Belgien, zumindest für Irma Lewin lässt sich der 13. Juli 1939 als Datum der Emigration finden. Im Mai 1940 befand sie sich im Sammellager Drancy. Laut Yad Vashem wurden sie am 5. August 1942 zusammen mit ihrem Ehemann Arnold Lewin mit dem Transport 17, Zug 901-12 von Gurs nach Auschwitz deportiert. Am 13. August 1942 kam der Transport in Auschwitz an. Irma Lewin hat wie ihr Ehemann die Shoah nicht überlebt. Ihre Eltern flüchteten 1939 nach Holland, aber auch sie und alle Schwestern von Irma Lewin wurden im Rahmen der Shoah vom NS-Regime ermordet. Der Sohn überlebte im Exil. Er starb 2010 in Woodmere im Bundesstaat New York. |
|              | HIER WOHNTE GETTA SONDHELM GEB. SILBERMANN JG. 1866 DEPORTIERT 1943 ERMORDET IN AUSCHWITZ       | Wiesenbronner Straße 3 | Getta Sondhelm, geborene Silbermann, wurde am 1. November 1866 in Walsdorf geboren. Sie war verheiratet mit Hermann Sondhelm, einen Käsegroßhändler. Das Paar hatte fünf Kinder: Max (geboren 1890, acht Monate später verstorben), Rosa (geboren 1891, später verheiratete Hahn), Käthe (geboren 1893, später verheiratete Bergmann) , Babette (geboren 1894, später verheiratete Heilbrunn) und Irma (geboren 1896). 1939 flüchtete das Ehepaar Sondhelm nach Holland. 1943 wurden Getta Sondhelm und ihr Ehemann im Durchgangslager Westerbork interniert. Dort starb ihr Ehemann am 31. August 1943. Getta Sondhelm wurde 1943 von Westerborg nach Auschwitz deportiert und dort am 19. November 1943 ermordet. Alle Töchter und Schwiegersöhne von Getta Sondhelm haben die Shoah nicht überlebt, auch mehrere Enkelkinder wurden ermordet. In Kitzingen liegen Stolpersteine für ihre Tochter Rosa und ihren Schwiegersohn Simon Hahn sowie für den Enkel Justin Joachim Hahn. |
|              | HIER WOHNTE HERMANN SONDHELM JG. 1861 FLUCHT 1939 AMSTERDAM INTERNIERT WESTERBORK TOT 31.8.1943 | Wiesenbronner Straße 3 | Hermann Sondhelm wurde am 27. November 1861 in Kleinlangheim geboren. Er war Käsegroßhändler und verheiratet mit Getta, geborene Silbermann. Das Paar hatte fünf Kinder: Max (geboren 1890, starb bereits als Säugling), Rosa (geboren 1891, später verheiratete Hahn), Käthe (geboren 1893, später verheiratete Bergmann), Babette (geboren 1894, später verheiratete Heilbrunn) und Irma (geboren 1896). Er und seine Ehefrau flüchteten nach Amsterdam. Beide wurden verhaftet und in Westerbork interniert. Dort verlor Hermann Sondheim am 31. August 1943 sein Leben. Er wurde auf dem Jüdischen Friedhof in Diemen beerdigt. Seine Frau wurde nach Auschwitz deportiert und dort am 19. November 1943 vom NS-Regime ermordet. Alle vier Töchter und deren Ehemänner wurden im Rahmen der Shoah ebenfalls vom NS-Regime ermordet: Rosa und ihr Ehemann nach der Deportation nach Izbica, die anderen Töchter und zwei Schwiegersöhne in Auschwitz, der vierte Schwiegersohn in Theresienstadt. Auch mindestens eines seiner Enkelkinder wurden vom NS-Regime ermordet. Justin Joachim Hahn verlor 1945 im KZ Bergen-Belsen sein Leben. |

## Zitat
„Wir wollen mit den Stolpersteinen hier in Kleinlangheim ein Zeichen der Versöhnung setzen und den Deckmantel des Schweigens lüften, der lange Zeit über diesem dunklen Teil der Geschichte Kleinlangheims lag. Mit den Stolpersteinen wollen wir auf das Unrecht hinweisen, das diesen Menschen durch unsere Vorfahren geschehen ist. Da sich die Verwirklichung des Planes, die Steine zu setzen, in Kleinlangheim einige Zeit hingezogen hat, konnte [Jack] Lewin, [der Sohn der Ermordeten, Anm.], dies leider nicht mehr miterleben“

## Verlegung
Zwei Stolpersteine wurden in Abwesenheit von Gunter Demnig 2010 verlegt. Anwesend waren Bürgermeister Roland Lewandowski und Pfarrer Gerhard Homuth, die stellvertretende Bürgermeisterin, ein Gemeinderat sowie Dagmar Voßkühler, die Vorsitzende des Fördervereins Alte Synagoge, und der Heimatforscher Michael Schneeberger. Letzterer hatte die Geschichte der Familien Sondhelm, Lewin und der anderen jüdischen Familien, die seit Jahrhunderten in Kleinlangheim lebten, ausführlich erforscht. Er betonte, es sei ein Herzenswunsch von Jack Lewin gewesen, dass seiner Eltern und Großeltern mit Stolpersteinen gedacht werde. Eine weitere Verlegung fand am 27. Mai 2014 statt, dabei wurden auch die zwei bereits 2010 verlegten Steine noch einmal verlegt.